# William Holford, Baron Holford
William Graham Holford, Baron Holford FRIBA (* 22. März 1907 in Johannesburg, Südafrika; † 17. Oktober 1975 in London, England) war ein britischer Architekt, Stadtplaner und Hochschullehrer, der 1965 als Life Peer aufgrund des Life Peerages Act 1958 Mitglied des House of Lords wurde.

## Leben

### Studium und Professur an der University of Liverpool
Holford begann nach Besuch des Diocesan College in Kapstadt ein Studium der Architektur am Lehrstuhl von Charles Herbert Reilly an der University of Liverpool, das er 1930 mit Auszeichnung abschloss. Im Anschluss absolvierte er mit finanzieller Unterstützung durch ein Stipendium einen Studienaufenthalt an der British School at Rome, wo er sich insbesondere mit der Architektur von Plätzen und der Stadtplanung Italiens befasste. Dort lernte er Marjorie Banks kennen, die ebenfalls mit Unterstützung durch ein Stipendium Wandmalerei in Rom studierte, und heiratete diese 1933.
Nach seiner Rückkehr nach Großbritannien wurde Holford, der 1932 assoziiertes Mitglied des Royal Institute of British Architects wurde, 1933 Lecturer an der University of Liverpool und fungierte 1935 Schatzmeister des Royal Institute of British Architects. Nachdem er auch sein Diplom in Stadtplanung mit Auszeichnung abgeschlossen hatte, absolvierte er mit finanzieller Unterstützung durch die Universität Liverpool einen Studienaufenthalt in den USA.
1937 übernahm er nach seiner Rückkehr als Nachfolger von Patrick Abercrombie die Professur für Stadt- und Regionalplanung an der University of Liverpool. Während des Zweiten Weltkrieges leitete Holford im Auftrag der Regierung eine Gruppe von Architekten, die sich mit den Entwürfen für Waffenlager, Kasernen und Munitionsfabriken befasste. Zugleich wurde er 1943 Mitglied der Royal Fine Art Commission, der er bis 1969 angehörte.

### Nachkriegszeit, Professur am UCL und Stadtplanungskonzepte
Nach Kriegsende gehörte er zu den führenden Persönlichkeiten bei der Entwicklung einer Nachkriegsstadtplanung und trug als solcher wesentlich zur Gestaltung des Town and Country Planning Act 1947 bei.
1948 wurde Holford erneut Nachfolger von Patrick Abercrombie, und zwar diesmal als Professor für Stadtplanung am University College London (UCL), an dem er bis zu seiner Emeritierung sowie seiner darauf folgenden Ablösung durch Richard Llewelyn-Davies, Baron Llewelyn-Davies 1970 lehrte. Zugleich wurde er 1948 zum Fellow des Royal Institute of British Architects gewählt.
Seit den 1950er Jahren entwarf er einige bedeutende Stadtplanungskonzepte wie zum Beispiel 1950 für Cambridge sowie in den Jahren 1950 und 1951 für die City of London. Anschließend war er von 1951 bis 1952 auch Vizepräsident des Royal Institute of British Architects sowie zwischen 1953 und 1954 Präsident des Royal Town Planning Institute (RTPI). 1953 wurde er darüber hinaus auch Mitglied der aufgrund des Historic Buildings and Ancient Monuments Act 1953 neu geschaffenen Historic Buildings Council.
1956 begann Holford, der 1953 zum Knight Bachelor geschlagen wurde und fortan den Namenszusatz „Sir“ führte, mit der Entwicklung eines Plans für die Neugestaltung des Paternoster Square nördlich der St Paul’s Cathedral. Aufgrund dieser Pläne wurde der Bereich, der während der The Blitz genannten Luftangriffe der deutschen Luftwaffe im Zweiten Weltkrieg zerstört wurde, zwischen Kathedrale und Newgate Street von 1961 bis 1967 neugestaltet.
Mitte der 1950er Jahre wurde er von der Regierung Australiens gebeten, eine Untersuchung zur Planung und Entwicklung von Canberra durchzuführen, das an der Weltwirtschaftskrise der 1930er Jahre, den Auswirkungen des Zweiten Weltkrieges sowie den wirtschaftlichen Einschränkungen der Nachkriegszeit gelitten hatte. Sein Bericht führte zur Gründung der National Capital Development Commission (NCDC), die zwischen 1957 und 1989 die Entwicklung von Canberra beaufsichtigte. Sein Bericht führte zur Entwicklung Canberras in eine Stadt mit durch Autopendler geprägten Vororten nach dem britischen Konzept der britischen New Towns. Er blieb bis 1970 auch Berater der NCDC.
1962 stellte Holford, der zwischen 1960 und 1962 Präsident des Royal Institute of British Architects war und 1961 assoziiertes Mitglied der Royal Academy of Arts wurde, einen Plan vor, der die Umgestaltung des Piccadilly Circus in zwei Ebenen vorsah. Der Fußgängerverkehr sollte dabei in einem zweiten Ring über dem ebenerdigen Straßenverkehr stattfinden. Dieses Konzept wurde bis Ende der 1960er Jahre diskutiert, letztlich jedoch aufgegeben, da die Planung lediglich eine Verkehrserhöhung von 20 Prozent vorsah, während die Regierung einen möglichen Verkehrsanstieg von 50 Prozent forderte.

### Oberhausmitglied
Durch ein Letters Patent vom 29. Januar 1965 wurde Holford, dem 1963 die Royal Gold Medal verliehen wurde, aufgrund des Life Peerages Act 1958 als Life Peer mit dem Titel Baron Holford, of Kemp Town in the County of Sussex, in den Adelsstand erhoben und gehörte damit bis zu seinem Tod dem House of Lords als Mitglied an.
Baron Holford, der Ehrendoktortitel der University of Liverpool (Hon. LL.D.) sowie der University of Durham (Hon. DCL.) erhalten hatte, wurde 1968 Mitglied der Royal Academy of Arts. Im Auftrag der Regierung Südafrikas entwarf er 1968 auch einen Regionalplan für Durban. 1969 hielt er die nach dem Evolutionsbiologen George Romanes benannten Romanes Lecture im Sheldonian Theatre der University of Oxford zum Thema A World of Room.
Nach Beendigung seiner Lehrtätigkeit am University College of London gründete er 1970 in Edinburgh ein Architektur- und Stadtplanungsbüro, in dem die schottischen Architekten Kenneth Waltham Whitfield und Graeme Gibson Dobson zu seinen Partnern gehörten.
Daneben engagierte er sich seit 1972 als Direktor des 1925 von William Lever, 1. Viscount Leverhulme gegründeten Leverhulme Trust Fund, einer Stiftung für Wissenschaft und Forschung. Des Weiteren wurde er 1974 auch zum Vorsitzenden des vom Umweltministerium eingesetzten Komitees zur Planung von Bath ernannt.

## Veröffentlichungen
- Civic design: An inquiry into the scope end nature of town planning, 1949
- Proposals for the development of a site for the University of Liverpool, 1949
- Cambridge planning proposals: A report to the Town and Country Planning Committee of the Cambridgeshire County, 1950
- The city of London: A record of destruction and survival, the building development of the City, the damage suffered in the years 1940–1945, and the proposals for reconstruction as incorporated in the final report of the planning consultants, 1951
- Design in town and village, 1953
- Report to the Court of Common Council of the Corporation of the City of London on the precincts of St. Paul's, 1956
- Observations on the future development of Canberra, A.C.T.:  made at the request of the Commonwealth Government, 1958
- Brasilia, 1961
- Power production and transmission in the countryside : preserving amenities, Mitautor Christopher Hinton, 1960
- An advisory report on the landscape of the Canberra Lake Scheme with special reference to the central basin and its surroundings, 1961
- Piccadilly Circus, future development: Proposals for comprehensive development, 1962
- The city and the farm, 1964
- The built environment : its creation, motivations, and control, 1965
- A review by Lord Holford on the growth of Canberra, 1958–1965 and 1965–1972, 1965
- The growth of Canberra : 1958–1965 and 1965–1972, 1966
- Piccadilly Circus and the new London Pavilion, 1966
- Durban 1985 : a plan for central Durban in its regional setting, 1968
- Report to the Common Council of the Corporation of London on the area south and west of St Paul's Cathedral in the City of London, 1968
- Preservation and prejudice, 1970
- The architect and power engineering, 1971
- Our heritage of landscape & building: How much can we afford to preserve? 1975

### Leben
- William Holford im Hansard (englisch)
- Eintrag in Cracroft’s Peerage
- Eintrag in Leigh Rayment Peerage
- William Graham Holford, Baron Holford auf thepeerage.com, abgerufen am 11. September 2016.
- (Professor Sir) William Graham Holford im Dictionary of Scottish Architects
- Eintrag in der National Portrait Gallery (London)

### Veröffentlichungen
- PAPERS OF WILLIAM GRAHAM, BARON HOLFORD OF KEMP TOWN (1907–1975; Architect and Town Planner) (University of Liverpool)
- Veröffentlichungsnachweis der National Library of Australia
- Veröffentlichungsnachweis in der Open Library